# Celph Titled
Vic Mercer, mer känd under artistnamnet Celph Titled, född i Tampa i Florida, är en amerikansk hiphopmusiker, rappare och musikproducent. Han är bland annat medlem i The Demigodz och Army of the Pharaohs.
1999 bosatte sig Celph Titled i New York, men under 2004 flyttade han tillbaka till Tampa.